# Карађорђев куп
Карађорђев куп је годишњи фудбалски турнир у коме се такмиче српски клубови из Аустралије. Први турнир одржан је 1987. године. Главни покровитељ овог такмичења је "Удружење Српске заједнице Аустралије" (енгл. Serbian community association of Australia). Карађорђев куп је један од главних спортских догађаја Српске дијаспоре у Аустралији. Такмичење носи назив по вођи Првог српског устанка – Карађорђу Петровићу.

## Кратка историја
Први покушај да се организује годишњи фудбалски турнир који би окупио српске клубове из Аустралије догодио се 1973. године. Тада је фудбалски клуб Авала из Сиднеја (данас ФК Бонириг Бели Орлови) организовао турнир под именом "Никола Тесла". На турниру су учествовала само три клуба, поред Авале, учешће су пријавили ФК Мона Вејл Бели Орлови из Сиднеја и ФК Србија из Канбере. Ово такмичење није дуго трајало. Током 70-их и 80-их година 20. веја било је више покушаја да се организује фудбалски турнир на годишњем нивоу, али без успеха. Треба напоменути да су ФК Београд Аделејд и ФК Дианела Србија (данас ФК Дианела Бели Орлови Перт) од 1984. године почели са одигравањем међусобних утакмица за пехар под називом "Карађорђев куп".
Први, прави турнир, који је окупио већи број српских клубова из Аустралије организовала је Авала из Сиднеја. Турнир је одржан 26. и 27. децембра 1987. године под називом "Свесрпски турнир за прелазни пехар". Титулу је освојио домаћин такмичења ФК Авала, победивши у финале екипу Вестгејт Синђелић из Мелбурна са 4:3 на једанаестераце, пошто је регуларни део утакмице завршен 1:1. Од тада се сваке године, у садашњем облику организује турнир српских клубова под називом "Карађорђев куп". Такмичење једино није одржано 2001. године. До 1996. године важило је правило да победнику турнира припада част да организује наредни турнир, али се након тога куп организовао по договору.
Треба напоменути да је Фудбалски савез Аустралије донео одлуку 1992. године, да сви клубови из својих назива морају избацити национална обележја, тако да су неки клубови променили своја имена.

## Прваци
| Финалне утакмице | Финалне утакмице | Финалне утакмице | Финалне утакмице               | Финалне утакмице               | Финалне утакмице |
| Редни број       | Сезона           | Град домаћин     | Победник                       | Финалиста                      | Резултат         |
| ---------------- | ---------------- | ---------------- | ------------------------------ | ------------------------------ | ---------------- |
| I                | 1987.            | Сиднеј           | Авала спорт Сиднеј             | Вестгејт Синђелић Мелбурн      | 1:1 (пен. 4:3)   |
| II               | 1988.            | Сиднеј           | Рингвуд Србија Мелбурн         | Авала спорт Сиднеј             | 1:1 (пен. 4:3)   |
| III              | 1989.            | Мелбурн          | Вестгејт Синђелић Мелбурн      | Рингвуд Србија Мелбурн         | 2:1              |
| IV               | 1990.            | Мелбурн          | Вестгејт Синђелић Мелбурн      | Бонириг Бели Орлови Сиднеј     | 1:1 (пен. 4:2)   |
| V                | 1991.            | Мелбурн          | Вестгејт Синђелић Мелбурн      | Бонириг Бели Орлови Сиднеј     | 2:1              |
| VI               | 1992.            | Мелбурн          | Бонириг Бели Орлови Сиднеј     | Вестгејт Синђелић Мелбурн      | 1:1 (пен. 4:1)   |
| VII              | 1993.            | Сиднеј           | Бонириг Бели Орлови Сиднеј     | Фицрој Сити Мелбурн            | 2:1              |
| VIII             | 1994.            | Сиднеј           | Београд Сиднеј                 | Бонириг Бели Орлови Сиднеј     | 2:2 (пен. 5:4)   |
| IX               | 1995.            | Сиднеј           | Бонириг Бели Орлови Сиднеј     | Делије Сиднеј                  | 8:2              |
| X                | 1996.            | Сиднеј           | Београд Сиднеј                 | Бонириг Бели Орлови Сиднеј     | 2:1              |
| XI               | 1997.            | Аделејд          | Фицрој Сити Мелбурн            | Београд Вудвил Аделејд         | 1:0              |
| XII              | 1998.            | Мелбурн          | Београд Вудвил Аделејд         | Фицрој Сити Мелбурн            | 2:1              |
| XIII             | 1999.            | Аделејд          | Спрингвејл Бели Орлови Мелбурн | Фицрој Сити Мелбурн            | 3:0              |
| XIV              | 2000.            | Мелбурн          | Бонириг Бели Орлови Сиднеј     | Спрингвејл Бели Орлови Мелбурн | 5:1              |
| -                | 2001.            | Перт             | није играно                    | није играно                    | није играно      |
| XV               | 2002.            | Мелбурн          | Вестгејт Синђелић Мелбурн      | Кејси Кингс Мелбурн            | 2:1              |
| XVI              | 2003.            | Мелбурн          | Дрина Нобл парк Мелбурн        | Вестгејт Синђелић Мелбурн      | 2:0              |
| XVII             | 2004.            | Перт             | Спрингвејл Бели Орлови Мелбурн | Вестгејт Синђелић Мелбурн      | 0:0 (пен. 4:2)   |
| XVIII            | 2005.            | Вулонгонг        | Албион Бели Орлови Вулонгонг   | Нобл парк Јунајтед Мелбурн     | 3:1              |
| XIX              | 2006.            | Мелбурн          | Вестгејт Синђелић Мелбурн      | Спрингвејл Бели Орлови Мелбурн | 3:3 (пен. 2:1)   |
| XX               | 2007.            | Аделејд          | Спрингвејл Бели Орлови Мелбурн | Вестгејт Синђелић Мелбурн      | 1:1 (пен. 3:0)   |
| XXI              | 2008.            | Перт             | Спрингвејл Бели Орлови Мелбурн | Београд Вудвил Аделејд         | 3:1              |
| XXII             | 2009.            | Аделејд          | Београд Сиднеј                 | Београд Вудвил Аделејд         |                  |
| XXIII            | 2010.            | Мелбурн          | Спрингвејл Бели Орлови Мелбурн | Нобл парк Јунајтед Мелбурн     | 4:2              |
| XXIV             | 2011.            | Аделејд          | Београд Сиднеј                 | Београд Аделејд                | 2:1              |
| XXV              | 2012.            | Перт             | Дианела Бели Орлови Перт       | Спрингвејл Бели Орлови Мелбурн | 2:0              |
| XXVI             | 2013.            | Мелбурн          | Београд Аделејд                | Вестгејт Синђелић Мелбурн      | 1:0              |
| XXVII            | 2014.            | Мелбурн          | Спрингвејл Бели Орлови Мелбурн | Вестгејт Синђелић Мелбурн      | 5:2              |
| XXVIII           | 2015.            | Сиднеј           |                                |                                |                  |
| XXIX             | 2016.            | Аделејд          |                                |                                |                  |
|                  | 2017             |                  |                                |                                |                  |
|                  | 2018             |                  |                                |                                |                  |
|                  | 2019             |                  |                                |                                |                  |
|                  | 2020             | COVID            |                                |                                |                  |
|                  | 2021             | COVID            |                                |                                |                  |
|                  | 2022             | Аделејд          | Фицрој Сити Мелбурн            | Спрингвејл Бели Орлови Мелбурн | 5:0              |
|                  | 2023             | Мелбурн          | Спрингвејл Бели Орлови Мелбурн | Фицрој Сити Мелбурн            | 5:0              |
|                  | 2024             | Перт             | Фицрој Сити Мелбурн            |                                |                  |

## Успешност клубова
| Клуб                           | Победник | Финалиста | Година (победник)                   | Година (финалиста)                  |
| ------------------------------ | -------- | --------- | ----------------------------------- | ----------------------------------- |
| Спрингвејл Бели Орлови Мелбурн | 6        | 3         | 1999, 2004, 2007, 2008, 2010, 2014. | 2000, 2006, 2012.                   |
| Вестгејт Синђелић Мелбурн      | 5        | 5         | 1989, 1990, 1991, 2002, 2006.       | 1987, 1992, 2003, 2004, 2007, 2014. |
| Бонириг Бели Орлови Сиднеј     | 5        | 5         | 1987, 1992, 1993, 1995, 2000.       | 1988, 1990, 1991, 1994, 1996.       |
| Београд Сиднеј                 | 4        | 0         | 1994, 1996, 2009, 2011              | -                                   |
| Фицрој Сити Мелбурн            | 2        | 4         | 1988, 1997.                         | 1988, 1993, 1998, 1999.             |
| Београд Аделејд                | 2        | 4         | 1998, 2013.                         | 1997, 2008, 2009, 2011.             |
| Нобл парк Јунајтед Мелбурн     | 1        | 2         | 2003                                | 2005, 2010.                         |
| Дианела Бели Орлови Перт       | 1        | 0         | 2012.                               | -                                   |
| Албион Бели Орлови Вулонгонг   | 1        | 0         | 2005.                               | -                                   |
| Кејси Кингс Мелбурн            | 0        | 1         | -                                   | 2002.                               |
| Делије Сиднеј                  | 0        | 1         | -                                   | 1995.                               |

Напомена:
ФК Авала спорт је 1989. године променио назив у ФК Бонириг Бели Орлови Сиднеј.
ФК Рингвуд Србија је 1992. године променио назив у ФК Фицрој Сити Мелбурн.